# Aarón-Ben-Asser
Aarón-Ben-Aser (en Hebreo אהרון בן משה בן אשר; en hebreo tiberiano ʾAhărôn ben Mōšeh benʾĀšēr; Tiberíades, siglo X–960) fue un rabino y gramático judío que refinó el sistema tiberiano de escribir sonidos vocales en hebreo, el cual todavía se usa hoy en día y sirve como base para el análisis gramatical.

## Biblia hebrea
Escribió un tratado que se imprimió en 1517, sobre acentuación de la lengua hebrea y de las variantes del texto hebreo de la Biblia. Examinó los manuscritos existentes en las bibliotecas de Occidente, mientras que su colaborador, Ben Nephtali de Bagdad, escudriñaba las de Oriente para reunir las variantes de texto que buscaban. Las diferencias de texto eran puramente gramaticales y dieron por resultado la formación de dos sectas de judíos, la de los occidentales que siguió a Aaron-Ben-Asser y la de los orientales que solo reconocía la autoridad de Ben Nephtali. La revisión que de la Biblia hizo Ben-Asser se considera superior a la Nephtali y ha servido de base para ediciones posteriores, por el escrupuloso cuidado con que está hecha.

## Gramático
Escribió unos Apuntes sobre el Talmud de Babilonia y una obra gramatical, Discurso sobre la Masora, un tratado sobre la aplicación práctica de las vocales hebreas en la Sagrada Escritura, que lleva por título Majberet ben Axer, o sea: Composición de Ben Asser.
Es también suyo el tratado Qontras ha masoret, sobre la doctrina de los acentos, vocales, etc. Fr. Ramón Martí le atribuye además una gramática hebrea que Buxtorf cree ser de Ben Esra.
Los escritos de Aarón-Ben -Asser se hallan impresos, con los de Moisés-Ben-David al final de la Biblia Rabbínica de Venecia.